# Пламенные революционеры
«Пла́менные революционе́ры» — книжная серия Издательства политической литературы СССР (Москва), начатая в 1968 году и существовавшая до 1990 года.
Ставила целью передачу в художественной форме фактов биографий и популяризацию прогрессивных и революционных деятелей всех времён и народов. Выпускалась в твёрдой обложке, в «карманном» формате 70×108 1/32 (книга помещалась в карман пальто), ширина 137 мм, высота 172 мм, средняя толщина 29 мм, обычный тираж одной книги — 300 000 экземпляров, обычная цена 1 рубль 50 копеек.
К работе в серии были привлечены как малоизвестные, так и крупнейшие советские писатели.

## Книги серии

### 1968
1. Шеметов Алексей. Вальдшнепы над тюрьмой: Повесть о Николае Федосееве. — 1-е Первая книга серии. — М.: Политиздат, 1968. — (Пламенные революционеры). (в пер.)
2. Красильщиков Владимир. Интендант революции: Повесть об Александре Цюрупе. — М.: Политиздат, 1968. — (Пламенные революционеры). (в пер.)
3. Тудэв Лодонгийн. За Полярной звездой: Повесть о Сухэ-Баторе. — М.: Политиздат, 1968. — (Пламенные революционеры). (в пер.)
4. Хайт Давид. Осенний гром: Повесть о Петре Шмидте. — М.: Политиздат, 1968. — (Пламенные революционеры).(в пер.)
5. Болдырев Сергей. Трижды приговорённый…: Повесть о Георгии Димитрове. — М.: Политиздат, 1968. — (Пламенные революционеры).(в пер.)
6. Славин Лев. За нашу и вашу свободу! : Повесть о Ярославе Домбровском. — М.: Политиздат, 1968. — (Пламенные революционеры).(в пер.)

### 1969
1. Джатиев Тотырбек, Либединская Лидия. За вас отдам я жизнь: Повесть о Коста Хетагурове. — М.: Политиздат, 1969. — (Пламенные революционеры). (в пер.)
2. Миндлин Эмилий. Не дом, но мир: Повесть об Александре Коллонтай. — М.: Политиздат, 1969. — (Пламенные революционеры).(в пер.)
3. Костюковский Борис, Табачников Семён. Русский Марат: Повесть о Виргилии Шанцере. — М.: Политиздат, 1969. — (Пламенные революционеры).(в пер.)

### 1970
1. Воеводин Евгений. Три часа перед казнью: Повесть о Викторе Кингисеппе. — М.: Политиздат, 1970. — (Пламенные революционеры). (в пер.)
2. Гладилин Анатолий. Евангелие от Робеспьера: Повесть о великом французском революционере. — М.: Политиздат, 1970. — (Пламенные революционеры). (в пер.)
3. Кравченко Фёдор. Любовь и гнев: Повесть о Тарасе Шевченко. — М.: Политиздат, 1970. — (Пламенные революционеры). (в пер.)
4. Нагаев Герман. Казнён неопознанным…: Повесть о Степане Халтурине. — М.: Политиздат, 1970. — (Пламенные революционеры). (в пер.)
5. Фёльдеш Петер. Драматическая миссия: Повесть о Тиборе Самуэли. — М.: Политиздат, 1970. — (Пламенные революционеры). (в пер.)
6. Чернов Юрий. Любимый цвет — красный: Повесть о Викторе Ногине. — М.: Политиздат, 1970. — (Пламенные революционеры). (в пер.)

### 1971
1. Аксёнов Василий. Любовь к электричеству: Повесть о Леониде Красине. — М.: Политиздат, 1971. — (Пламенные революционеры). (в пер.)
2. Долгий Вольф. Книга о счастливом человеке: Повесть о Николае Баумане. — М.: Политиздат, 1971. — (Пламенные революционеры). (в пер.)
3. Окуджава Булат. Глоток свободы: Повесть о Павле Пестеле. — М.: Политиздат, 1971. — (Пламенные революционеры). (в пер.)
4. Осипов Валерий. Река рождается ручьями: Повесть об Александре Ульянове. — М.: Политиздат, 1971. — (Пламенные революционеры). (в пер.)
5. Рубинштейн Лев. Путь в тысячу ри: Повесть о Сэне Катаяме. — М.: Политиздат, 1971. — (Пламенные революционеры). (в пер.)
6. Чёрный Осип. Немецкая трагедия: Повесть о Карле Либкнехте. — М.: Политиздат, 1971. — (Пламенные революционеры). — 300 000 экз. (в пер.) Цена 1 р. 60 к.

### 1972
1. Войнович Владимир. Степень доверия. Повесть о Вере Фигнер. — М.: Политиздат, 1972. — (Пламенные революционеры). (в пер.)
2. Гусев Владимир. Горизонты свободы: Повесть о Симоне Боливаре. — М.: Политиздат, 1972. — (Пламенные революционеры). (в пер.)
3. Метельский Георгий. Доленго: Повесть о Сигизмунде Сераковском. — М.: Политиздат, 1972. — (Пламенные революционеры). (в пер.)
4. Овалов Лев. Январские ночи: Повесть о Розалии Землячке. — М.: Политиздат, 1972. — (Пламенные революционеры). (в пер.)
5. Парнов Еремей. Секретный узник: Повесть об Эрнсте Тельмане. — М.: Политиздат, 1972. — 504 с. — (Пламенные революционеры). — 200 000 экз. (в пер.)

### 1973
1. Гуро Ирина. Ольховая аллея: Повесть о Кларе Цеткин. — М.: Политиздат, 1973. — (Пламенные революционеры). (в пер.)
2. Конюшев Владимир. Такое голубое небо: Повесть о Надежде Крупской. — М.: Политиздат, 1973. — (Пламенные революционеры). (в пер.)
3. Владимир Корнилов. Сказать не желаю…: Повесть о Викторе Обнорском. — М.: Политиздат, 1973. — (Пламенные революционеры). (в пер.)
4. Красильщиков Владимир. В начале будущего: Повесть о Глебе Кржижановском. — М.: Политиздат, 1973. — (Пламенные революционеры). (в пер.)
5. Лохвицкий Михаил. Выстрел в Метехи: Повесть о Ладо Кецховели. — М.: Политиздат, 1973. — (Пламенные революционеры). (в пер.)
6. Миндлин Эмилий. И подымется рука…: Повесть о Петре Алексееве. — М.: Политиздат, 1973. — (Пламенные революционеры). (в пер.)
7. Славин Лев. Неистовый: Повесть о Виссарионе Белинском. — М.: Политиздат, 1973. — (Пламенные революционеры). (в пер.)
8. Трифонов Юрий. Нетерпение: Повесть об Андрее Желябове. — М.: Политиздат, 1973. — (Пламенные революционеры). (в пер.)

### 1974
1. Алексеев Валерий. Улыбка навсегда: Повесть о Никосе Белояннисе. — М.: Политиздат, 1974. — (Пламенные революционеры). (в пер.)
2. Гладилин Анатолий. Сны Шлиссельбургской крепости: Повесть об Ипполите Мышкине. — М.: Политиздат, 1974. — (Пламенные революционеры). (в пер.)
3. Долгий Вольф. Порог: Повесть о Софье Перовской. — М.: Политиздат, 1974. — (Пламенные революционеры). (в пер.)
4. Корольков Юрий. Феликс — значит счастливый…: Повесть о Феликсе Дзержинском. — М.: Политиздат, 1974. — (Пламенные революционеры). (в пер.)
5. Нагаев Герман. Ради счастья: Повесть о Сергее Кирове. — М.: Политиздат, 1974. — (Пламенные революционеры). (в пер.)
6. Прокофьев Вадим. А в России уже весна…: Повесть о Вацлаве Воровском. — М.: Политиздат, 1974. — (Пламенные революционеры). (в пер.)
7. Шеметов Алексей. Прорыв: Повесть об Александре Радищеве. — М.: Политиздат, 1974. — (Пламенные революционеры). — 200 000 экз. (в пер.) Цена 81 к.

### 1975
1. Буданин Владимир. Кому вершить суд: Повесть о Петре Красикове. — М.: Политиздат, 1975. — (Пламенные революционеры). (в пер.)
2. Давыдов Юрий. Завещаю вам, братья…: Повесть об Александре Михайлове. — М.: Политиздат, 1975. — (Пламенные революционеры). (в пер.)
3. Костюковский Борис, Табачников Семён. Главный университет: Повесть о Михаиле Васильеве-Южине. — М.: Политиздат, 1975. — (Пламенные революционеры). (в пер.)
4. Левандовский Анатолий. Сердце моего Марата: Повесть о Жане Поле Марате. — М.: Политиздат, 1975. — (Пламенные революционеры). (в пер.)
5. Матвеева Галина. Отец республики: Повесть о Сунь Ятсене. — М.: Политиздат, 1975. — (Пламенные революционеры). (в пер.)
6. Орлова Раиса. Поднявший меч: Повесть о Джоне Брауне. — М.: Политиздат, 1975. — (Пламенные революционеры). (в пер.)
7. Поповский Марк[к 1]. Побеждённое время: Повесть о Николае Морозове. — М.: Политиздат, 1975. — (Пламенные революционеры). (в пер.)
8. Успенский Владимир. Первый президент: Повесть о Михаиле Калинине. — М.: Политиздат, 1975. — (Пламенные революционеры). (в пер.) (вторым изданием выходила под названием Всесоюзный староста)
9. Юрий Чернов. Земля и звёзды: Повесть о Павле Штернберге. — М.: Политиздат, 1975. — (Пламенные революционеры). — 300 000 экз. (в пер.) Цена 1 р. 30 к.
10. Эйдельман Натан. Апостол Сергей: Повесть о Сергее Муравьёве-Апостоле. — М.: Политиздат, 1975. — (Пламенные революционеры). — 300 000 экз. (в пер.) Цена 1 р. 40 к. — ISBN 5-250-00053-3, 3-е издание 1988 г.

### 1976
1. Атаров Николай, Дальцева Магдалина. Опоясан мечом: Повесть о Джузеппе Гарибальди. — М.: Политиздат, 1976. — (Пламенные революционеры). (в пер.)
2. Барышев Михаил. Особые полномочия: Повесть о Вячеславе Менжинском. — М.: Политиздат, 1976. — (Пламенные революционеры). — 200 000 экз. (в пер.) Цена 83 к.
3. Гусев Владимир. Легенда о синем гусаре: Повесть о Михаиле Лунине. — М.: Политиздат, 1976. — (Пламенные революционеры). (в пер.)
4. Кузьмин Николай. Меч и плуг: Повесть о Григории Котовском. — М.: Политиздат, 1976. — (Пламенные революционеры). — 300 000 экз. (в пер.) Цена 86 к.
5. Лебедев Василий. Обречённая воля: Повесть о Кондратии Булавине. — М.: Политиздат, 1976. — (Пламенные революционеры). — 200 000 экз. (в пер.) Цена 88 к.
6. Матюшин Михаил. Преданность: Повесть о Николае Крыленко. — М.: Политиздат, 1976. — (Пламенные революционеры). (в пер.)
7. Метельский Георгий. Неповторимый: Повесть о Петре Смидовиче. — М.: Политиздат, 1976. — (Пламенные революционеры). — 300 000 экз. (в пер.) Цена 1 р. 60 к.
8. Парнов Еремей. Посевы бури: Повесть о Яне Райнисе. — М.: Политиздат, 1976. — (Пламенные революционеры). (в пер.)
9. Савченко Владимир. Тайна клеенчатой тетради: Повесть о Николае Клеточникове. — М.: Политиздат, 1976. — (Пламенные революционеры). — 200 000 экз. (в пер.) Цена 83 коп.

### 1977
1. Гуро Ирина, Андреев Анатолий. Горизонты: Повесть о Станиславе Косиоре. — М.: Политиздат, 1977. — (Пламенные революционеры). (в пер.)
2. Ефимов Игорь. Свергнуть всякое иго: Повесть о Джоне Лилбёрне. — М.: Политиздат, 1977. — (Пламенные революционеры). (в пер.)
3. Кокин Лев. Зову живых: Повесть о Михаиле Петрашевском. — М.: Политиздат, 1977. — (Пламенные революционеры). (в пер.)
4. Таурин Франц. Без страха и упрёка: Повесть о Николае Серно-Соловьевиче. — М.: Политиздат, 1977. — (Пламенные революционеры). (в пер.)
5. Фёльдеш Петер. Полководец улицы: Повесть о Енё Ландлере. — М.: Политиздат, 1977. — (Пламенные революционеры). (в пер.)
6. Шатирян Микаэл. Генерал, рождённый революцией: Повесть об Александре Мясникове (Мясникяне). — М.: Политиздат, 1977. — (Пламенные революционеры). (в пер.)

### 1978
1. Борщаговский Александр. Сечень: Повесть об Иване Бабушкине. — М.: Политиздат, 1978. — (Пламенные революционеры). (в пер.)
2. Давыдов Юрий. На Скаковом поле, около бойни…: Повесть о Дмитрии Лизогубе. — М.: Политиздат, 1978. — (Пламенные революционеры). (в пер.)
3. Добровольский Евгений. Чужая боль: Повесть о Вере Засулич. — М.: Политиздат, 1978. — (Пламенные революционеры). (в пер.)
4. Дрозд Владимир. Добрая весть: Повесть о Ювеналии Мельникове. — М.: Политиздат, 1978. — (Пламенные революционеры). (в пер.)
5. Ерашов Валентин. Навсегда, до конца: Повесть об Андрее Бубнове. — М.: Политиздат, 1978. — (Пламенные революционеры). (в пер.)
6. Парнов Еремей. Секретный узник: Повесть об Эрнсте Тельмане. — Изд. 2-е. — М.: Политиздат, 1978. — 472 с. — (Пламенные революционеры). — 200 000 экз. (в пер.)
7. Яхьяев Магомед-Султан. Три солнца: Повесть об Уллубии Буйнакском. — М.: Политиздат, 1978. — (Пламенные революционеры). (в пер.)

### 1979
1. Дальцева Магдалина. Счастливый Кит: Повесть о Сергее Степняке-Кравчинском. — М.: Политиздат, 1979. — (Пламенные революционеры). (в пер.)
2. Икрамов Камил. Всё возможное счастье: Повесть об Амангельды Иманове. — М.: Политиздат, 1979. — 384 с. — (Пламенные революционеры). — 200 000 экз. (в пер.) Цена 1 р. 40 к.
3. Кузьмин Николай. Рассвет: Повесть о Фёдоре Сергееве (Артёме). — М.: Политиздат, 1979. — (Пламенные революционеры). — 300 000 экз. (в пер.) Цена 1 р. 60 к.
4. Львов Сергей. Гражданин Города Солнца: Повесть о Томмазо Кампанелле. — М.: Политиздат, 1979. — (Пламенные революционеры). (в пер.)
5. Морозова Вера. Всероссийский розыск: Повесть о Конкордии Самойловой. — М.: Политиздат, 1979. — 328 с. — (Пламенные революционеры). — 200 000 экз. (в пер.)
6. Славин Лев. Ударивший в колокол: Повесть об Александре Герцене. — М.: Политиздат, 1979. — (Пламенные революционеры). (в пер.)
7. Хигерович Рафаил. Бойцов не оплакивают: Повесть об Антонио Грамши. — М.: Политиздат, 1979. — (Пламенные революционеры). — 300 000 экз. (в пер.) Цена 1 р. 50 к.
8. Щеголихин Иван. Бремя выбора: Повесть о Владимире Загорском. — М.: Политиздат, 1979. — 352 с. — (Пламенные революционеры). — 300 000 экз. (в пер.)

### 1980
1. Алдан-Семёнов Андрей. Гроза над Россией: Повесть о Михаиле Фрунзе. — М.: Политиздат, 1980. — (Пламенные революционеры). (в пер.)
2. Долгий Вольф. Разбег: Повесть об Осипе Пятницком. — М.: Политиздат, 1980. — (Пламенные революционеры). — 300 000 экз. (в пер.) Цена 1 р. 50 к.
3. Либединская Лидия[к 1]. С того берега: Повесть о Николае Огарёве. — М.: Политиздат, 1980. — (Пламенные революционеры). (в пер.)
4. Лубенский Пётр, Ванцак Борис. Главная удача жизни: Повесть об Александре Шлихтере. — М.: Политиздат, 1980. — (Пламенные революционеры). (в пер.)
5. Русов Александр. Суд над судом: Повесть о Богдане Кнунянце. — М.: Политиздат, 1980. — (Пламенные революционеры). — 300 000 экз. (в пер.) Цена 1 р. 60 к.
6. Савчук Алексей. Прямой дождь: Повесть о Григории Петровском. — М.: Политиздат, 1980. — (Пламенные революционеры). — 300 000 экз. (в пер.) Цена 1 р. 30 к.

### 1981
1. Гусейнов Чингиз. Неизбежность: Повесть о Мирзе Фатали Ахундове. — М.: Политиздат, 1981. — (Пламенные революционеры). — 300 000 экз. (в пер.) Цена 1 р. 20 к.
2. Жуков Владимир. Страда и праздник: Повесть о Вадиме Подбельском. — М.: Политиздат, 1981. — (Пламенные революционеры). (в пер.)
3. Комраков Геннадий. Мост в бесконечность: Повесть о Фёдоре Афанасьеве. — М.: Политиздат, 1981. — (Пламенные революционеры). — 300 000 экз. (в пер.) Цена 1 р. 40 к.
4. Рутько Арсений, Туманова Наталья. Ничего для себя: Повесть о Луизе Мишель. — М.: Политиздат, 1981. — (Пламенные революционеры). (в пер.)
5. Таурин Франц. Каменщик революции: Повесть о Михаиле Ольминском. — М.: Политиздат, 1981. — (Пламенные революционеры). (в пер.)
6. Успенский Владимир. На большом пути: Повесть о Клименте Ворошилове. — М.: Политиздат, 1981. — (Пламенные революционеры). (в пер.)

### 1982
1. Алексеев Валерий. Пепельный сентябрь: Повесть о Сальвадоре Альенде. — М.: Политиздат, 1982. — (Пламенные революционеры). (в пер.)
2. Дальцева Магдалина. Так затихает Везувий: Повесть о Кондратии Рылееве. — М.: Политиздат, 1982. — (Пламенные революционеры). (в пер.)
3. Ерашов Валентин. Преодоление: Повесть о Василии Шелгунове. — М.: Политиздат, 1982. — (Пламенные революционеры). (в пер.)
4. Лохвицкий Михаил. С солнцем в крови: Повесть о Прокофии (Алёше) Джапаридзе. — М.: Политиздат, 1982. — 400 с. — (Пламенные революционеры). — 300 000 экз. (в пер.) Цена 1 р. 40 к.
5. Осипов Валерий. Подснежник: Повесть о Георгии Плеханове. — М.: Политиздат, 1982. — (Пламенные революционеры). (в пер.)
6. Парнов Еремей. Витязь чести: Повесть о Шандоре Петёфи. — М.: Политиздат, 1982. — 432 с. — (Пламенные революционеры). — 300 000 экз. (в пер.)
7. Савченко Владимир. Властью разума: Повесть о Николае Чернышевском. — М.: Политиздат, 1982. — (Пламенные революционеры). (в пер.)
8. Эйдельман Натан. Большой Жанно: Повесть об Иване Пущине. — М.: Политиздат, 1982. — (Пламенные революционеры). (в пер.)

### 1983
1. Гуро Ирина, Андреев Анатолий. На жестоком берегу: Повесть о Марцелии Новотко. — М.: Политиздат, 1983. — (Пламенные революционеры). — 300 000 экз. (в пер.) Цена 1 р. 40 к.
2. Давыдов Юрий. Две связки писем: Повесть о Германе Лопатине. — М.: Политиздат, 1983. — (Пламенные революционеры). (в пер.)
3. Демидов Павел, Суханов Георгий. Вспоминай и дальше…: Повесть о Константине Суханове. — М.: Политиздат, 1983. — (Пламенные революционеры). (в пер.)
4. Левандовский Анатолий. Кавалер Сен-Жюст: Повесть о великом французском революционере. — М.: Политиздат, 1983. — (Пламенные революционеры). — 300 000 экз. (в пер.) Цена 1 р. 30 к.
5. Минутко Игорь. Восхождение: Повесть о Розе Люксембург. — М.: Политиздат, 1983. — (Пламенные революционеры). — 300 000 экз. (в пер.) Цена 1 р. 50 к.
6. Ратнер Евгений. А главное — верность: Повесть о Мартыне Лацисе. — М.: Политиздат, 1983. — (Пламенные революционеры). — 300 000 экз. (в пер.) Цена 1 р. 50 к.
7. Щеголихин Иван. Слишком доброе сердце: Повесть о Михаиле Михайлове. — М.: Политиздат, 1983. — (Пламенные революционеры). (в пер.)
8. Славин Лев. Ударивший в колокол: Повесть об Александре Герцене. — 2-е изд. — М.: Политиздат, 1983. — (Пламенные революционеры). — 300 000 экз. (в пер.) Цена 1 р. 50 к.

### 1984
1. Гордин Яков. Три войны Бенито Хуареса: Повесть о выдающемся мексиканском революционере. — М.: Политиздат, 1984. — (Пламенные революционеры). (в пер.)
2. Давыдова Наталья. Выбор оружия: Повесть об Александре Вермишеве. — М.: Политиздат, 1984. — (Пламенные революционеры). (в пер.)
3. Кардин В. Минута пробуждения: Повесть об Александре Бестужеве (Марлинском). — М.: Политиздат, 1984. — (Пламенные революционеры). (в пер.)
4. Кокин Лев. Час будущего: Повесть о Елизавете Дмитриевой. — М.: Политиздат, 1984. — (Пламенные революционеры). (в пер.)
5. Метельский Георгий. До последнего дыхания: Повесть об Иване Фиолетове. — М.: Политиздат, 1984. — (Пламенные революционеры). — 300 000 экз. (в пер.) Цена 1 р. 20 к.
6. Нежный Александр. Огонь над песками: Повесть о Павле Полторацком. — М.: Политиздат, 1984. — (Пламенные революционеры). — 300 000 экз. (в пер.) Цена 1 р. 40 к.
7. Тумасов Борис. Обретя крылья: Повесть о Павле Точисском. — М.: Политиздат, 1984. — (Пламенные революционеры). (в пер.)
8. Юхма Михаил. Кунгош — птица бессмертия: Повесть о Муллануре Вахитове. — М.: Политиздат, 1984. — (Пламенные революционеры). (в пер.)

### 1985
1. Афанасьев Анатолий. …И помни обо мне: Повесть об Иване Сухинове. — М.: Политиздат, 1985. — (Пламенные революционеры). (в пер.)
2. Либединская Лидия[к 1]. С того берега: Повесть о Николае Огарёве. — 2-е изд. — М.: Политиздат, 1985. — 356 с. — (Пламенные революционеры). (в пер.) Цена 1 р. 30 к.
3. Осипов В. Д. Подснежник. Повесть о Г. Плеханове. — 2-е изд. — М.: Политиздат, 1985. — 526 с. — (Пламенные революционеры). (в пер.) Цена 1 р. 80 к.
4. Павлова Татьяна. Закон свободы: Повесть о Джерарде Уинстенли. — М.: Политиздат, 1985. — (Пламенные революционеры). (в пер.)
5. Рутько Арсений, Туманова Наталья. Последний день жизни: Повесть об Эжене Варлене. — М.: Политиздат, 1985. — (Пламенные революционеры). — 300 000 экз. (в пер.) Цена 1 р. 30 к.
6. Таурин Франц. Баррикады на Пресне: Повесть о Зиновии Литвине-Седом. — М.: Политиздат, 1985. — (Пламенные революционеры). (в пер.)
7. Тхоржевский Сергей. Испытание воли: Повесть о Петре Лаврове. — М.: Политиздат, 1985. — (Пламенные революционеры). — 300 000 экз. (в пер.) Цена 1 р. 20 к.
8. Хотимский Борис. Непримиримость: Повесть об Иосифе Варейкисе. — М.: Политиздат, 1985. — (Пламенные революционеры). (в пер.)
9. Шапошников Вячеслав. К земле неведомой: Повесть о Михаиле Брусневе. — М.: Политиздат, 1985. — (Пламенные революционеры). (в пер.)
10. Щеголихин И. П. — Бремя выбора. Повесть о Владимире Загорском. — М.: Политиздат, 1985. — 351 с. — (Пламенные революционеры). — (2-е изд.) (в пер.) Цена 1 р. 30 к.
11. Комраков Геннадий. Мост в бесконечность: Повесть о Фёдоре Афанасьеве. — М.: Политиздат, 1985. - 383 с. — (Пламенные революционеры). — (2-е изд.) - 200 000 экз. (в пер.) Цена 1 р. 30 к.

### 1986
1. Давыдов Юрий. Неунывающий Теодор: Повесть о Фёдоре Каржавине. — М.: Политиздат, 1986. — (Пламенные революционеры). (в пер.)
2. Демурханашвили Соломон. Солнцеворот: Повесть об Авеле Енукидзе. — М.: Политиздат, 1986. — (Пламенные революционеры). (в пер.)
3. Долгий В. Г. Разбег. Повесть об Осипе Пятницком. — М.: Политиздат, 1986. — 388 с. — (Пламенные революционеры) — 2-е изд. (в пер.) Цена 1 р. 40 к.
4. Кузьмин Николай. Огненная судьба: Повесть о Сергее Лазо. — М.: Политиздат, 1986. — (Пламенные революционеры). (в пер.)
5. Левандовский Анатолий. Первый среди равных: Повесть о Гракхе Бабёфе. — М.: Политиздат, 1986. — (Пламенные революционеры). — 300 000 экз. (в пер.) Цена 1 р. 50 к.
6. Фиш Радий. Спящие  пробудятся: Повесть о Бедреддине Симави. — М.: Политиздат, 1986. — (Пламенные революционеры). (в пер.)
7. Чернов Юрий. Сподвижники: Повесть о Пантелеймоне Лепешинском. — М.: Политиздат, 1986. — (Пламенные революционеры). (в пер.)
8. Шеметов Алексей. Искупление: Повесть о Петре Кропоткине. — М.: Политиздат, 1986. — (Пламенные революционеры). (в пер.)
9. Эйснер Алексей. Человек с тремя именами: Повесть о Матэ Залке. — М.: Политиздат, 1986. — (Пламенные революционеры). (в пер.)

### 1987
1. Грибанов Борис. Жанна д’Арк из Ист-Сайда: Повесть об Элизабет Флинн. — М.: Политиздат, 1987. — (Пламенные революционеры). (в пер.)
2. Житинский Александр. Предназначение: Повесть о Людвике Варыньском. — М.: Политиздат, 1987. — (Пламенные революционеры). (в пер.)
3. Заплавный Сергей. Запев: Повесть о Петре Запорожце. — М.: Политиздат, 1987. — (Пламенные революционеры). (в пер.)
4. Зурабов Армен. Тетрадь для домашних занятий: Повесть о Семёне Тер-Петросяне (Камо). — М.: Политиздат, 1987. — (Пламенные революционеры). (в пер.)
5. Красильщиков Владимир. Звёздный час: Повесть о Серго Орджоникидзе. — М.: Политиздат, 1987. — (Пламенные революционеры). (в пер.)
6. Лиходеев Леонид. Сначала было слово: Повесть о Петре Заичневском. — М.: Политиздат, 1987. — (Пламенные революционеры). — 200 000 экз. (в пер.) Цена 1 р. 30 к.
7. Рассадин Станислав. Никогда никого не забуду: Повесть об Иване Горбачевском. — М.: Политиздат, 1987. — (Пламенные революционеры). (в пер.)
8. Скрябин Михаил, Гаврилов Леонард. Светить можно — только сгорая: Повесть о Моисее Урицком. — М.: Политиздат, 1987. — (Пламенные революционеры). (в пер.)
9. Усов Вячеслав. Огненное предзимье: Повесть о Степане Разине. — М.: Политиздат, 1987. — (Пламенные революционеры). (в пер.)
10. Щеголихин Иван. Дело, друзья, отзовётся: Повесть об Анне Корвин-Круковской. — М.: Политиздат, 1987. — (Пламенные революционеры). (в пер.)

### 1988
1. Алексеев Валерий. Грани алмаза: Повесть о Патрисе Эмери Лумумбе. — М.: Политиздат, 1988. — (Пламенные революционеры). (в пер.)
2. Бараев Владимир. Высоких мыслей достоянье: Повесть о Михаиле Бестужеве. — М.: Политиздат, 1988. — (Пламенные революционеры). — 300 000 экз. — ISBN 5-250-00014-2. (в пер.) Цена 1 р. 40 к.
3. Борщаговский Александр. Восстань из тьмы! : Повесть об Александре Полежаеве. — М.: Политиздат, 1988. — (Пламенные революционеры). (в пер.)
4. Воронецкий Михаил. Мгновенье — целая жизнь: Повесть о Феликсе Коне. — М.: Политиздат, 1988. — (Пламенные революционеры). (в пер.)
5. Когинов Юрий. Недаром вышел рано: Повесть об Игнатии Фокине. — М.: Политиздат, 1988. — (Пламенные революционеры). — ISBN 5-250-00066-5. (в пер.)
6. Парнов Еремей. Под ливнем багряным: Повесть о Уоте Тайлере. — М.: Политиздат, 1988. — (Пламенные революционеры). — ISBN 5-250-00196-3. (в пер.)
7. Савченко Владимир. Раскройте ваши сердца: Повесть об Александре Долгушине. — М.: Политиздат, 1988. — (Пламенные революционеры). — ISBN 5-250-00427-X. (в пер.)
8. Успенский Владимир. Школа будущего: Повесть об Андрее Андрееве. — М.: Политиздат, 1988. — (Пламенные революционеры). — ISBN 5-250-00039-8. (в пер.)

### 1989
1. Балязин Вольдемар, Морозова Вера. Настанет год: Повесть об Ольге Варенцовой. — М.: Политиздат, 1989. — (Пламенные революционеры). (в пер.)
2. Гуро Ирина. Ольховая аллея: Повесть о Кларе Цеткин. — М.: Политиздат, 1989. — 400 с. — (Пламенные революционеры). — 100 000 экз. — ISBN 5-250-00684-1. (в пер.)
3. Дальцева Магдалина. Счастливый Кит: Повесть о Сергее Степняке-Кравчинском. — Изд. 2-е. — М.: Политиздат, 1989. — 336 с. — (Пламенные революционеры). — 200 000 экз. — ISBN 5-250-01034-2. (в пер.)
4. Костюковский Борис, Табачников Семён. Время не властно: Повесть о Дмитрии Курском. — М.: Политиздат, 1989. — (Пламенные революционеры). (в пер.)
5. Лохвицкий Михаил. С солнцем в крови: Повесть о Прокофии (Алёше) Джапаридзе. — М.: Политиздат, 1989. — 400 с. — (Пламенные революционеры). — 100 000 экз. — ISBN 5-250-00425-3. (в пер.)
6. Тхоржевский Сергей. Закон совести: Повесть о Николае Шелгунове. — М.: Политиздат, 1989. — (Пламенные революционеры). (в пер.)
7. Урнов Дмитрий. Неистовый Том, или Потерянный прах: Повесть о Томасе Пейне. — М.: Политиздат, 1989. — (Пламенные революционеры). (в пер.)

### 1990
1. Лиходеев Леонид. Поле брани, на котором не было раненых: Повесть о Николае Бухарине. — М.: Политиздат, 1990. — (Пламенные революционеры). (в пер.)
2. Тарасевич Игорь. Примирения нет: Повесть о Дмитрии Писареве. — М.: Политиздат, 1990. — 382 с. — (Пламенные революционеры). — 200 000 экз. — ISBN 5-250-00835-6. (в пер.)
3. Таурин Франц. Верность: Повесть о Роберте Эйхе. — М.: Политиздат, 1990. — (Пламенные революционеры). (в пер.)
4. Эйдельман Натан. Первый декабрист: Повесть о Владимире Раевском. — М.: Политиздат, 1990. — (Пламенные революционеры). (в пер.)
5. Либединская, Лидия Борисовна. Боритесь за свободу!: Повесть об  Александре Цулукидзе

```
|ссылка =
|ответственный =
|издание =
|место = М.- М.
|издательство =: Политиздат,
|год = 1990. — (Пламенные революционеры). (в пер.) — 200 000 экз. — 
ISBN 5-250-00832-1
.
```

## Редакторы серии
- Владимир Григорьевич Новохатко — заведующий редакцией серии[2]
- Алла Павловна Пастухова[2]
- Лариса Родкина[2]
- Галина Щербакова[2]